# The Byrds
The Byrds je američka pop i rock grupa koja je osnovana 1964. u Los Angelesu, Kalifornija
Osnovani izmeđe socijalne i duhovno osviještene folk glazbe Boba Dylana i pop glazbe Beatlesa, The Byrds se smatraju jednom od esencijalnih grupa 1960-ih. Oni su u svojem djelovanju osnovali i nove vrste rocka kao što su folk rock i country rock. Country rock je nastao s pjesmom Sweetheart of the Rodeo iz 1968. Nakon mnogih izmjena u članovima jedino je gitarist/vokalist Roger McGuinn ostao u grupi do njenog raspada koji se dogodio 1973.
Neke njihove pjesme uključuju pop verziju Dylanove pjesme Mr. Tambourine Man i Seegerovu pjesmu Turn, Turn, Turn, i originali I’ll Feel a Whole Lot Better i Eight Miles High, koja je dala povod grupi The Small Faces s kojom su Byrdsi imali turneju. 

## Povijest
The Byrds su osnovani u Los Angelesu, Kalifornija 1964. godine. Osnivači grupe su Jim McGuinn (promijenio ime u Roger McGuinn), Gene Clark i David Crosby, dok su Chris Hillman i Michael Clarke došli malo kasnije. Menedžer im je bio Jim Dickson. Vođa grupe McGuinn došao je iz poleđine folka, a Beatlesi su mu bili inspiracija da osnuje pop i rock grupu.
Postigli su slavu 1965. kao prva američka rock grupa koja je bila konkurencija Beatlesima. To su postigli interpretacijom Dylanovog hita "Mr. Tambourine Man" i  "Turn, Turn, Turn". Gene Clark imao je talent za skladanje i proslavio se pjesmama "The World Turns All Around Her", "I'll Feel a Whole Lot Better" i "Set You Free This Time". McGuinn/Crosby/Clark su 1966. napravili pjesmu "Eight Miles High" koja se smatra jednom od najinovativnijih TOP 40 hitova. Younger Than Yesterday je album koji je izašao 1967. godine, a singl "So You Want to Be a Rock 'N' Roll Star" a The Byrds su postali jedna od najboljih pop grupa. The Notorious Byrd Brothers je album iz 1968. Za to vrijeme Crosby i Clark su napustili grupu, dok su Hillman i Clarke otišli kasnije.   Gram Parsons se pridružio da snimi klasik od albuma iz 1968. Sweetheart of the Rodeo.
Godine 1969. nastankom albuma Ballad of Easy Rider,  grupa je primila basista Johna Yorka, bubnjara Genea Parsonsa i gitarista Clarencea Whitea.  "Jesus Is Just Alright" bio je singla s tog albuma i poslije u sličnom aranžmanu je postao hit Doobie Brothersa četiri godine kasnije.  Grupa je još snimila verzije Jackson Browneove pjesme "Mae Jean Goes to Hollywood" tijekom albuma Easy Rider no ostalo je neobjavljeno dvadeset godina.  Ime albuma, napisano od McGuinna i Dylana postalo je ime filma Easy Rider koji je bio njihov najveći uspjeh. Problemi su nastali kad je York je otišao u rujnu 1969., a zamijenio ga je Skip Battin. Clark, Clarke, Crosby i Hillman su se vratili 1972. i napravili novi album album Byrds prije oficijalnog raspada koji je proglasio McGuinn 1973.
Primljeni su u Rock and Roll Hall of Fame 1991. Gene Clark je preminuo kasnije iste godine, a Michael Clarke je preminuo 1993.

## Diskografija
| Datum izlaska       | Naziv                                           | Pozicija na Top listi | Pozicija na Top listi |
| Datum izlaska       | Naziv                                           | SAD                   | VB                    |
| ------------------- | ----------------------------------------------- | --------------------- | --------------------- |
| 21. lipnja 1965.    | Mr. Tambourine Man                              | 6                     | 7                     |
| 6. prosinca 1965.   | Turn! Turn! Turn!                               | 17                    | 11                    |
| 18. srpnja 1966.    | Fifth Dimension                                 | 24                    | 27                    |
| 20. veljače 1967.   | Younger Than Yesterday                          | 24                    | 37                    |
| 7. kolovoza 1967.   | The Byrds Greatest Hits                         | 6                     | —                     |
| 3. siječnja 1968.   | The Notorious Byrd Brothers                     | 47                    | 12                    |
| 22. srpnja 1968.    | Sweetheart of the Rodeo                         | 77                    | —                     |
| 3. veljače 1969.    | Dr. Byrds & Mr. Hyde                            | 153                   | 15                    |
| 27. listopada 1969. | Ballad of Easy Rider                            | 36                    | 41                    |
| 16. rujna 1970.     | (Untitled)                                      | 40                    | 11                    |
| 3. lipnja 1971.     | Byrdmaniax                                      | 46                    | —                     |
| 17. studenog 1971.  | Farther Along                                   | 152                   | —                     |
| 20. studenog 1972.  | The Best of The Byrds: Greatest Hits, Volume II | 114                   | —                     |
| 5. ožujka 1973.     | Byrds                                           | 20                    | 31                    |
| 1980.               | The Byrds Play Dylan                            | —                     | —                     |
| 1980.               | The Original Singles: 1965–1967, Volume 1       | —                     | —                     |
| 1982.               | The Original Singles: 1967–1969, Volume 2       | —                     | —                     |
| 22. listopada 1990. | The Byrds                                       | 151                   | —                     |
| 23. lipnja 1997.    | The Very Best of The Byrds                      | —                     | —                     |
| 21. srpnja 1998.    | Super Hits                                      | —                     | —                     |
| 22. veljače 2000.   | Live at the Fillmore – February 1969            | —                     | —                     |
| 2001.               | The Preflyte Sessions                           | —                     | —                     |
| 22. travnja 2003.   | The Essential Byrds                             | —                     | —                     |
| 26. rujna 2006.     | There Is a Season                               | —                     | —                     |

## Vanjske poveznice
- Službene stranice The Byrdsa  Arhivirana inačica izvorne stranice od 11. svibnja 2011. (Wayback Machine)